# Yamaha YBR 125
Yamaha YBR 125 je motocykl kategorie naked bike, vyvinutý firmou Yamaha, vyráběný od roku 2005. Motor je čtyřdobý vzduchem chlazený stojatý jednoválec.
Motocykl je určen především do hustého městského provozu nebo spleti venkovských silnic, hodí se i pro začátečníky. Výhodou je nízká spotřeba pohonných hmot, velký dojezd a spolehlivá technika. Minusem je málo účinná zadní bubnová brzda a nízká maximální rychlost, pro kterou není motocykl vhodný pro delší jízdu po dálnici.

## Technické parametry
- Rám: jednoduchý ocelový
- Suchá hmotnost:
- Pohotovostní hmotnost: 125 kg
- Maximální rychlost: 110 km/h
- Spotřeba paliva: 2,6 l/100 km